# Ренненкампф, Павел Петрович
Павел Петрович Ренненкампф (ок. 1817 — 24 января 1891) — русский флотоводец, контр-адмирал (1868), главный командир Архангельского порта (1867—68).

## Биография
Родился около 1817 года. Выходец из русско-немецкого дворянского рода Ренненкампфов. В 1829 году поступил кадетом в Морской кадетский корпус в Санкт-Петербурге. 4 января 1835 года был произведён в гардемарины и в том же году на фрегате «Венус» крейсировал в Балтийском море. 23 декабря 1836 году был произведён в мичманы.
В 1837—38 годах плавал в Финском заливе и Балтийском море на бриге «Нестор». В 1840 году на линейном корабле «Полтава» крейсировал у Дагерорда. 19 апреля 1842 года был произведён в лейтенанты и командирован в Архангельск.
В 1844—45 годах Ренненкампф командовал пароходом «Смирный» и транспортом «Онега» при Архангельском порте. В 1846 году на корабле «Нарва» совершил переход из Архангельска в Кронштадт. За участие в переходе был награждён орденом Святой Анны 3-й степени.
В 1847 году плавал на транспортах «Америка» и «Волхов» между Кронштадтом и Ревелем. В 1848—52 годах на линейных кораблях «Нарва» и «Император Пётр I» крейсировал в Балтийском море. 6 декабря 1851 года был произведён в капитан-лейтенанты.
В 1853 году Ренненкампф снова был командирован в Архангельск, где, командуя шхуной «Ермак», плавал в Северном Ледовитом океане и Карском море и делал промеры в верховьях Печоры, после чего берегом возвратился в Кронштадт.
В 1854 году был на корабле «Император Пётр I» на Малом кронштадтском рейде при защите Кронштадта от нападения англо-французского флота. В 1855 году находился при Архангельском порте, в качестве командира строившегося винтового клипера «Джигит». В 1856 году, командуя тем же клипером, перешел из Архангельска в Кронштадт. В 1857 году командовал клипером «Наездник» при Кронштадтском порте. В 1858—59 годах командовал при том же Кронштадтском порте внутренней брандвахтой.
8 февраля 1860 года Ренненкампф был назначен помощником капитана над Архангельским портом. 17 апреля того же года произведен в капитаны 2 ранга. 1 января 1861 года назначен начальником гидрографической части Архангельского порта. 6 августа 1862 года, за упразднением главного военного порта, назначен капитаном над Архангельским портом. 1 января 1863 года произведен в капитаны 1 ранга.
2 января 1867 года назначен командиром Архангельского порта, но уже 19 февраля 1868 года зачислен по резервному флоту, а 25 марта того же года вышел в отставку с производством в контр-адмиралы.
Скончался контр-адмирал Ренненкампф в 1891 году.